# Tubići
Tubići es un pueblo ubicado en la municipalidad de Kosjerić, en el distrito de Zlatibor, Serbia.

## Superficie
Posee una superficie de 13,31 kilómetros cuadrados.

## Demografía
Hasta 2011 la población era de 449 habitantes, con una densidad de población de 33,73 habitantes por kilómetro cuadrado.